# Ford Puma
Ford Puma — автомобиль, производившийся компанией Ford с 1997 года по 2002 год, предназначался для продаж в Европе. Конвейер для производства располагался в Германии, в Кёльне. Puma продавался в Европе до 2002 года, и Ford решил не заменять эту модель другой маркой малого купе, а просто модифицировал до двухместного Ford StreetKa, на базе Fiesta так же как и была Puma, который унаследовал подвеску и трансмиссию Ford Puma. Новое поколение Puma вышло в 2019.

## Характеристики
Идея создания автомобиля малого класса возникла ещё в конце 1993 года. Конструкторы построили на массовой платформе хэтчбек, дизайн которого был полностью разработан на компьютере за 135 дней.
За базу взяли Ford Fiesta IV, которую удлинили, полностью изменили кузов, доработали подвеску до спортивной, усилены пружины, добавлен более мощный стабилизатор поперечной устойчивости спереди, на 30 % была увеличена жёсткость скручиваемой балки сзади, увеличили свесы и увеличили угол наклона ветрового стекла. В целом получился интересный автомобиль в фирменном стиле New Edge, а создание Ford Puma обошлось компании более чем в $66 млн.
На торпедо и панели приборов установлены белые шкалы приборов и вставки под алюминий. Передние сиденья с боковой поддержкой.

## Комплектация
Ford Puma комплектовался 4-цилиндровым 16-клапанным инжекторным двигателем Zetec SE объёмом от 1,4; 1,6 и 1,7 л., мощностью от 90 до 125 л.с. (форсированный 1,7 л., стоявший на Racing Puma был мощностью 155 л.с.). Объём увеличивался расточкой цилиндров (диаметр 80 вместо 76 мм) и удлинения хода поршня (83,5 вместо 76,5 мм). Впервые Ford использовал в двигателе механизм газораспределения с изменяемыми фазами, разработанный совместно с INA Motorenele-mente Schaeffler KG. Стоит отметить и 5-ступенчатую механическую короткоходную КПП, которая выдавала плоскую характеристику крутящего момента, 85 % которого обеспечиваются в диапазоне 1500-6750 об./мин. Полуоси привода передних колес имели равную длину, что улучшало устойчивость Ford Puma при резких ускорениях, особенно в поворотах и при перестроениях. Сцепление оборудовано гидравлическим приводом. Расход топлива составлял 7,4 л/100 км.
Особое внимание конструкторы уделили устойчивости Puma на влажном покрытии при высокой скорости. Между крайними положениями руля — 2,9 оборота, диаметр разворота — 10 метров. Тормоза спереди дисковые вентилируемые, сзади остались барабанные. Низкопрофильная резина на широких дисках предлагалась только одного размера — 195/50, а в стандартную комплектацию входит четырёхканальная ABS.
Объём багажника 240 литров, и со сложенными задними сидениями — 750 литров.

### Двигатели
| Двигатель              | Мощность                 | Крутящий момент         | 0-100 км/ч | Макс.скорость |
| ---------------------- | ------------------------ | ----------------------- | ---------- | ------------- |
| 1.4 (1388 см³) 16V     | 90 л.с. при 5500 об/мин  | 125 Н*м при 4500 об/мин | 11,9 с.    | 180 км/ч      |
| 1.6 (1596 см³) 16V     | 103 л.с. при 6000 об/мин | 145 Н*м при 4000 об/мин | 10.4 с.    | 190 км/ч      |
| 1.7 (1679 см³) 16V VCT | 125 л.с. при 6300 об/мин | 157 Н*м при 4500 об/мин | 9.2 с.     | 203 км/ч      |
| 1.7 (1679 см³) 16V VCT | 155 л.с.                 |                         | 7.9 с.     | неизв.        |

## Спецверсия для Великобритании
Годы производства: 1999 (V) - 2000 год (X)
- Количество (произведено): 1000
- Пиковое количество, зарегистрированное в DVLA (Великобритания): 899 (2001 Q4)
- Количество, зарегистрированное в DVLA (UK): 249 (плюс 180 SORN) по состоянию на 1 квартал 2017 года

Автомобили Millennium Edition были выпущены в честь премии Millennium Products Award от Design Council в 1999 году за то, что он был «первым Ford в Великобритании, разработанным исключительно на компьютере и в рекордные сроки». Были представлены цинковые жёлтые лакокрасочные покрытия и кожаный интерьер Alchemy Blue (темно / темно-синий) с сиденьями Recaro. Пронумерованный значок и брелок были доступны при покупке. Ford Ka & Focus также получили эту награду, а также были изготовлены в том же количестве и той же оснащённостью (лакокрасочное покрытие, но с чёрным кожаным интерьером).

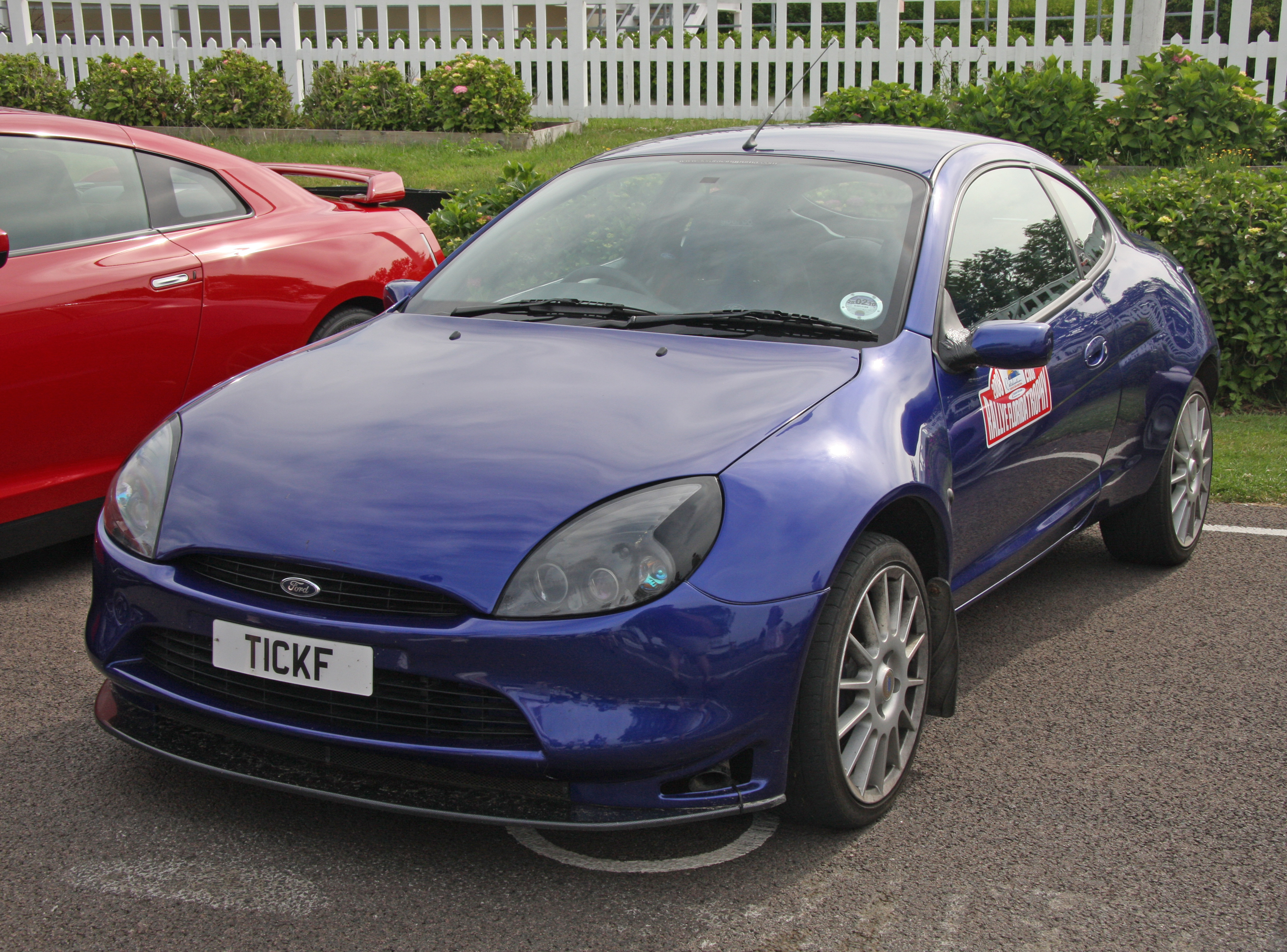
Ford Racing Puma

## Награды
- Top Gear (BBC), назвала Ford Puma машиной 1997 года, за управляемость и непередаваемые ощущения при вождении.
- В 2001 году — Как Лучший Спортивный Автомобиль Года — Ford Puma 1.7.
- В 2004 году — Как Лучший Спортивный Автомобиль Года За £10,000 — Ford Puma 1.7.